# Рысь возвращается
«Рысь возвраща́ется» — советский художественный фильм. Продолжение фильмов «Тропой бескорыстной любви» и «Рысь выходит на тропу». Тетралогия посвящена памяти Виталия Бианки. Фильм направлен против браконьеров, хищнически истребляющих животный мир.

## Сюжет
Лесник Михалыч (Дмитрий Орловский) спасает маленького рысёнка от браконьеров, и со временем из него вырастает настоящая сторожевая рысь, но по соседству с Михалычем и его многочисленным зверинцем решили обосноваться браконьеры и, желая получить шкуры ценных животных, они убивают лесника. Рысь достаётся по наследству новому леснику Юрию Ивановичу Дроздову (Александр Михайлов), который терпеливо приучает зверя к себе.

## В ролях
| Актёр                | Роль                                             |
| -------------------- | ------------------------------------------------ |
| Дмитрий Орловский    | лесник Михалыч                                   |
| Александр Михайлов   | лесник Юрий Иванович Дроздов новый хозяин Кунака |
| Елена Мельникова     | Надя                                             |
| Филимон Сергеев      | участковый Фёдор Гаврилов                        |
| Сергей Юртайкин      | браконьер Лёха                                   |
| Алексей Панькин      | браконьер Чуня                                   |
| Вадим Захарченко     | бородатый браконьер                              |
| Олег Мокшанцев       | Сергей Сергеевич Чернов                          |
| Геннадий Корольков   | Гвоздь                                           |
| Кирилл Столяров      | браконьер                                        |
| Владимир Прохоров    | браконьер                                        |
| Анатолий Ведёнкин    | член райисполкома, браконьер                     |
| Николай Погодин      | браконьер Николаша                               |
| Вадим Курков         | водитель грузовика                               |
| Валентина Березуцкая | работница детдома                                |
| Даниил Нетребин      | мужчина на похоронах                             |

## Съёмочная группа
- Автор сценария: Леонид Белокуров, Агасий Бабаян
- Режиссёр: Агаси Бабаян
- Оператор: Виталий Абрамов
- Художник: Иван Пластинкин
- Композитор: Вениамин Баснер

## Съёмки
Съёмки проходили во Владимирской области в Петушинском районе, в частности у деревни Воспушка и на Леоновской зообазе.
В роли рыси по кличке Кунак снимался самец рыси по кличке Васька, в 1990-е годы когда ему было уже около двадцати лет, он был подарен «Мосфильмом» тогда создаваемому Ивановскому зоопарку, где жил ещё лет десять, став символом зоопарка — изображён на его логотипе.
По воспоминаниям актёра Александра Михайлова съёмка с рысью была очень опасной: хотя в сцене схватки с рысью борьба шла с муляжом, но момент нападение рыси должен был снят по-настоящему и снимался без дублёра — для этого актёру на спину привязали кусок мяса, и он несколько минут ждал, пока рысь встав на него съест кусок.